# Canaan (Virginia Occidental)
Canaan es un área no incorporada ubicada dentro del Distrito Tercero, una división civil menor del condado de Upshur (Virginia Occidental), Estados Unidos. Está catalogada como un asentamiento humano por la Junta de Nombres Geográficos de los Estados Unidos.
El número de identificación (ID) asignado por el Servicio Geológico de Estados Unidos es 1554058.

## Geografía
Se encuentra a una altitud de 702 metros sobre el nivel del mar (2303 pies) según el conjunto de datos de elevación nacional.